# Bruant de Lincoln
Melospiza lincolnii
Espèce
Répartition géographique
- Aire de nidification
- Voie migratoire
- Présent à l'année
- Aire d'hivernage

Statut de conservation UICN

 LC  : Préoccupation mineure
Le Bruant de Lincoln (Melospiza lincolnii) est une espèce d'oiseau appartenant à la famille des Passerellidae.

## Description
Cet oiseau mesure de 13,5 à 15 cm. L'adulte présente un plumage essentiellement brunâtre finement rayé de noir avec une raie au sommet de la tête, des sourcils, des joues et des côtés du cou gris. La poitrine est fauve finement striée de noir. Le jeune est très semblable mais ses sourcils sont crèmes.

## Répartition
Cet oiseau est rare en migration et peut-être en hivernage (octobre à avril) aux Bahamas, à Cuba, à la Jamaïque et à Hispaniola. Il n'est qu'erratique dans le reste des Antilles.

## Habitat
Cet oiseau fréquente les sous-bois humides montagneux, en particulier les abords des clairières, les maquis côtiers et la lisière des forêts denses.

## Sous-espèces
D'après Alan P. Peterson, il existe trois sous-espèces :
- Melospiza lincolnii alticola  (A.H. Miller & McCabe, 1935) ;
- Melospiza lincolnii gracilis  (Kittlitz, 1858) ;
- Melospiza lincolnii lincolnii  (Audubon, 1834).